# Cyclosa otsomarka
Cyclosa otsomarka là một loài nhện trong họ Araneidae.
Loài này thuộc chi Cyclosa. Cyclosa otsomarka được Alberto Barrion & James A. Litsinger miêu tả năm 1995.